# Cantone di Bretteville-sur-Laize
Il Cantone di Bretteville-sur-Laize era una divisione amministrativa dell'arrondissement di Caen.
A seguito della riforma approvata con decreto del 17 febbraio 2014, che ha avuto attuazione dopo le elezioni dipartimentali del 2015, è stato soppresso.

## Composizione
Comprendeva i comuni di:
- Barbery
- Boulon
- Bretteville-le-Rabet
- Bretteville-sur-Laize
- Le Bû-sur-Rouvres
- Cauvicourt
- Cintheaux
- Condé-sur-Ifs
- Estrées-la-Campagne
- Fierville-Bray
- Fontaine-le-Pin
- Fresney-le-Puceux
- Fresney-le-Vieux
- Gouvix
- Grainville-Langannerie
- Grimbosq
- Magny-la-Campagne
- Maizières
- Moulines
- Les Moutiers-en-Cinglais
- Mutrécy
- Ouilly-le-Tesson
- Rouvres
- Saint-Germain-le-Vasson
- Saint-Laurent-de-Condel
- Saint-Sylvain
- Soignolles
- Urville
- Vieux-Fumé